# 阿拉利亚海战
阿拉利亚海战大约在公元前540至535年间发生于科西嘉岛沿海，希腊殖民地阿拉利亚（今阿萊里亞）附近。交战双方分别为希腊福西亚人以及伊特拉斯坎－迦太基联盟。此战后，希腊人被迫撤出其科西嘉殖民地。
大约在公元前565至前563年，福西亚人建立了阿拉利亚殖民地。波斯的居鲁士二世入侵小亚细亚并于约前545年占领了福西亚，福西亚人大多逃往至阿拉利亚。
此次战争原因之一可能是撒丁岛成为了希腊海盗之基地。
福西亚人大约有60艘五十桨战船，盟军的兵力则两倍于福西亚人，且也由五十桨战船组成。战役中，希腊人损失了大约40艘战船，被迫撤离萨丁尼亚。
战后，科西嘉岛落入伊特拉斯坎人手中，迦太基人继续保有萨丁尼亚，希腊人被驱逐出第勒尼安海 。